# Valèria de Milà
Valèria de Ravenna o de Milà va ser, segons la tradició, la muller de sant Vidal de Ravenna i, com ell, màrtir cristiana i venerada com a santa. No obstant això, no va tenir existència real: la seva història es va crear arran del trasllat de les restes de sant Vidal de Bolonya a Ravenna en 409, ordenat per Gal·la Placídia. Com que van arribar amb les dels sants Gervasi i Protasi i es van col·locar juntes, amb el temps es va creure que hi havia una relació entre els dos sants nens i Vidal. A partir d'aquí, oblidat ja el veritable origen, es va elaborar una llegenda que expliqués aquesta relació, fent Vidal pare dels altres dos màrtirs i Valèria, l'esposa del primer i mare dels nois.

## Llegenda

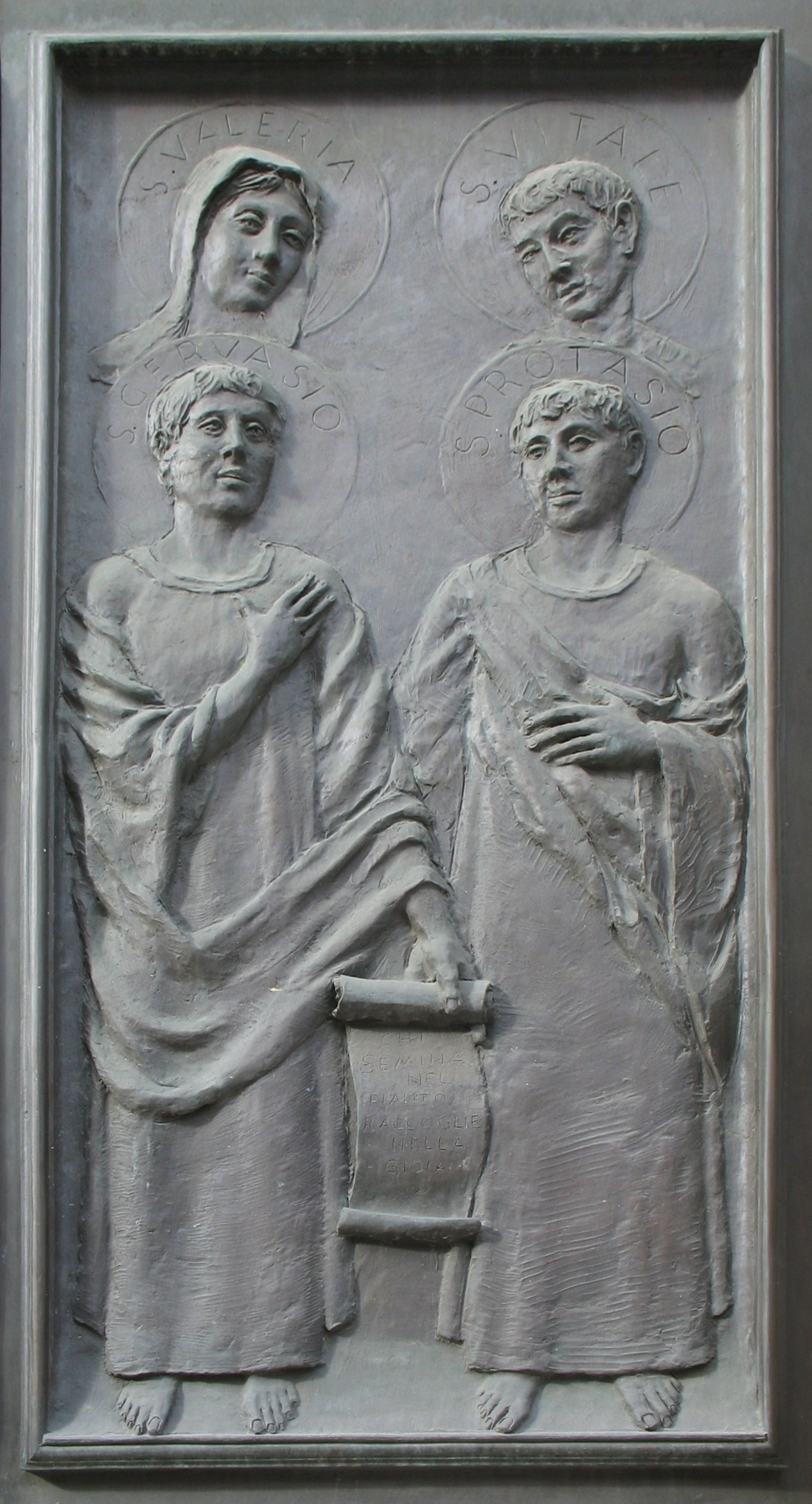
Relleu a la porta de S. Gervasio e Protasio de Rapallo, amb els sants i, darrere, Valèria i Vidal.

Segons aquesta llegenda, Valèria era una dona de Milà que, casada amb Vidal de Ravenna, va tenir dos fills, els sants Gervasi i Protasi. Tots van ser batejats pel bisbe de Milà sant Gai. Durant les persecucions contra els cristians, probablement les de Dioclecià, en començar el segle iv, els soldats van capturar sant Ursicí de Ravenna; Vidal, cristià ell mateix, el va animar a afrontar l'execució i es va descobrir que també era cristià i va ésser mort. Valèria hi era present i va prendre el cos del seu marit per sebollir-lo a Milà. En el camí cap a aquesta ciutat, va ésser capturada per uns bandolers pagans, que la volgueren obligar a adorar el seu déu: en negar-s'hi, fou morta.

## Veneració
La festa de Santa Valèria és, com la de Sant Vidal, el 28 d'abril. Quan les seves restes van arribar a Ravenna, s'hi va edificar la Basílica de San Vitale, sobre el suposat lloc del seu martiri.